# Dream
Dream е американски ютюбър и Twitch стриймър, който е известен предимно със създаването на Minecraft съдържание. Неговият канал е един от най-бързо развиващите се канали в историята, събирайки над 10 милиона абонати за малко повече от година.

## Кариера
Dream създава своя акаунт в „Ютюб“ на 8 февруари 2014 г. и започва да качва редовно съдържание през юли 2019 г.
Dream има канал, който е озаглавен Dream Music. До момента в него има само три издадени песни.
Dream е член на Dream Team, заедно с колегите си Sapnap и GeorgeNotFound. Групата често си сътрудничи за създаване на ново съдържание. Dream има приятелско съперничество с ютюбъра Technoblade допреди смъртта му, тъй като всеки от тях е с признание за титлата „Най-добър Minecraft играч“.
През 2020 г. Dream е виден участник в Minecraft Championship, месечно състезание по Minecraft, организирано от Noxcrew. Той спечели първи както в 8-ия, така и в 11-ия шампионат по Minecraft. През септември 2020 г., по време на десетото събитие от Minecraft Championship, той играе благотворително и събра около 3400 долара.
Съдържанието на Dream обикновено се състои от видеоклипове с предизвикателства. Той е известен и с популярната си Minecraft поредица Minecraft Speedrunner VS 1/2/3/4/5 Hunter(s)., както и с друга популярна поредица Unsolved Mysteries, където той навлиза в дълбочина на някои мистерии на играта.
На 4 февруари 2021 г. Dream пуска първата си песен, озаглавена Roadtrip, в сътрудничество с PmBata, която събира над 25 милиона гледания в „Ютюб“. На 20 май 2021 г. Dream пуска втората си песен, озаглавена Mask, която събира над 30 милиона гледания в „Ютюб“. През юни същата година е пуснат анимационен видеоклип за Mask, който по-късно бива изтрит. Това може да се дължи на критиките, които песента и музикалното видео получават заради текста и анимацията. На 19 август 2021 г. Dream издава третата си песен, озаглавена Change My Clothes, в сътрудничество с американския певец и автор на песни Алек Бенджамин, която събира 10 милиона гледания в „Ютюб“.

## Личен живот
Dream е израснал с 15-годишна сестра, наречена Drista. Страда от синдром на дефицит на вниманието и хиперактивност.
Той е куотърбек в гимназиален футболен отбор и играе развлекателно баскетбол и футбол. Ходи в гимназия в продължение на 2 години и се дипломира в началото на 2018 г., не посещава колеж, защото смята, че знае достатъчно за технологиите, за да си намери работа без диплома. Преди това е работил за Apple Care.
От 2021 г. Dream живее в Орландо, Флорида.

### Разкриване на самоличността
На 25 септември 2019 г. Dream качва видео, озаглавено „my face reveal“. За видеото не се знае нищо, тъй като е изтрито само няколко дни след качването му. Описанието гласи само „хей, това съм аз“. Видеото има само 34 000 гледания, преди да бъде изтрито. На 3 октомври 2022 г., Dream официално разкрива самоличността си пред 30 милионната си аудитория в YouTube.

## Обществен образ и противоречия
На 25 март 2021 г. онлайн се появи клип от вече частно видео, показващо акаунт в Minecraft с потребителско име Dream, произнасящ думата „негър“. Клипът привлече вниманието в Twitter и Reddit. Dream публикува туит като отговор, в който пояснява, че човекът от видеото не е той.
През юни 2021 г. Dream е критикуван за това, че обявява, че всички приходи, генерирани от неговите потоци през юни, ще отидат за благотворителност, като критиците твърдят, че той не е стриймвал повече от един ден през този месец. Dream е предавал многократно на различни платформи през месец юни, включително най-малко четири потока на Discord, където той насърчава феновете да се прехвърлят и да дарят на неговия Twitch.
В отговор на диагнозата рак на колегата Technoblade, Dream дарява 21 409 щатски долара за изследване на рака в края на август 2021 г.